# Elbridge Gerry
Elbridge Gerry (pronunciat: [ˈɛlbrɪdʒ ˈɡɛri]) (Marblehead, 17 de juliol de 1744 (O.S. 6 de juliol de 1744) – Washington DC, 23 de novembre de 1814) fou un polític i diplomàtic estatunidenc. Com a membre del Partit Demòcrata-Republicà serví com el cinquè Vicepresident dels Estats Units entre el març de 1813 i el novembre de 1814, data de la seva mort. Se'l coneix per haver donat nom al gerrymandering, un procés mitjançant el qual es dibuixen els districtes electorals amb l'objectiu d'ajudar el partit al poder, tot i que la seva inicial «g» s'ha suavitzat recentment a /dʒ/ en detriment de la dura /ɡ/ del seu nom.
Nascut a en una rica família de comerciants, s'oposà manifestament a la política colonial britànica durant la dècada de 1760, i fou actiu en l'organització de la resistència als primers temps de la Guerra de la Independència dels Estats Units. Escollit com a representant al Segon Congrés Continental, signà tant la Declaració d'Independència com els Articles de la Confederació. Fou un dels tres homes que assistí a la Convenció Constitucional de 1787 i rebutjà signar la Constitució dels Estats Units perquè, aleshores, no incloïa una Declaració de Drets. Després de la seva ratificació fou escollit pel Congrés inaugural dels Estats Units, on seguí activament implicat en la redacció i aprovació de la Declaració de Drets com un instrument de defensa de les llibertats individuals i estatals.
Inicialment s'oposà a la idea de partits polítics, i conreà bones amistats en ambdós bàndols de la divisió política entre federalistes i demòcrates-republicans. Fou un dels membres de la delegació diplomàtica a França que fou tractat malament a l'afer XYZ, en la que els federalistes l'acusaren del trencament de negociacions. Després d'aquests fets, esdevingué demòcrata-republicà, concorrent sense èxit com a Governador de Massachusetts en diverses ocasions fins que obtingué el càrrec l'any 1810. Durant el seu segon mandat, s'aprovaren nous districtes del senat estatal que condicionà l'encunyació de la paraula «gerrymander»; perdé la següent elecció, tot i que els demòcrates-republicans mantingueren la majoria al senat estatal. Escollit pel president James Madison com el seu candidat a vicepresident l'any 1812, fou elegit pel càrrec però morí un any i mig després. És l'únic signant de la Declaració d'Independència que està enterrat a Washington DC.

## Llegat

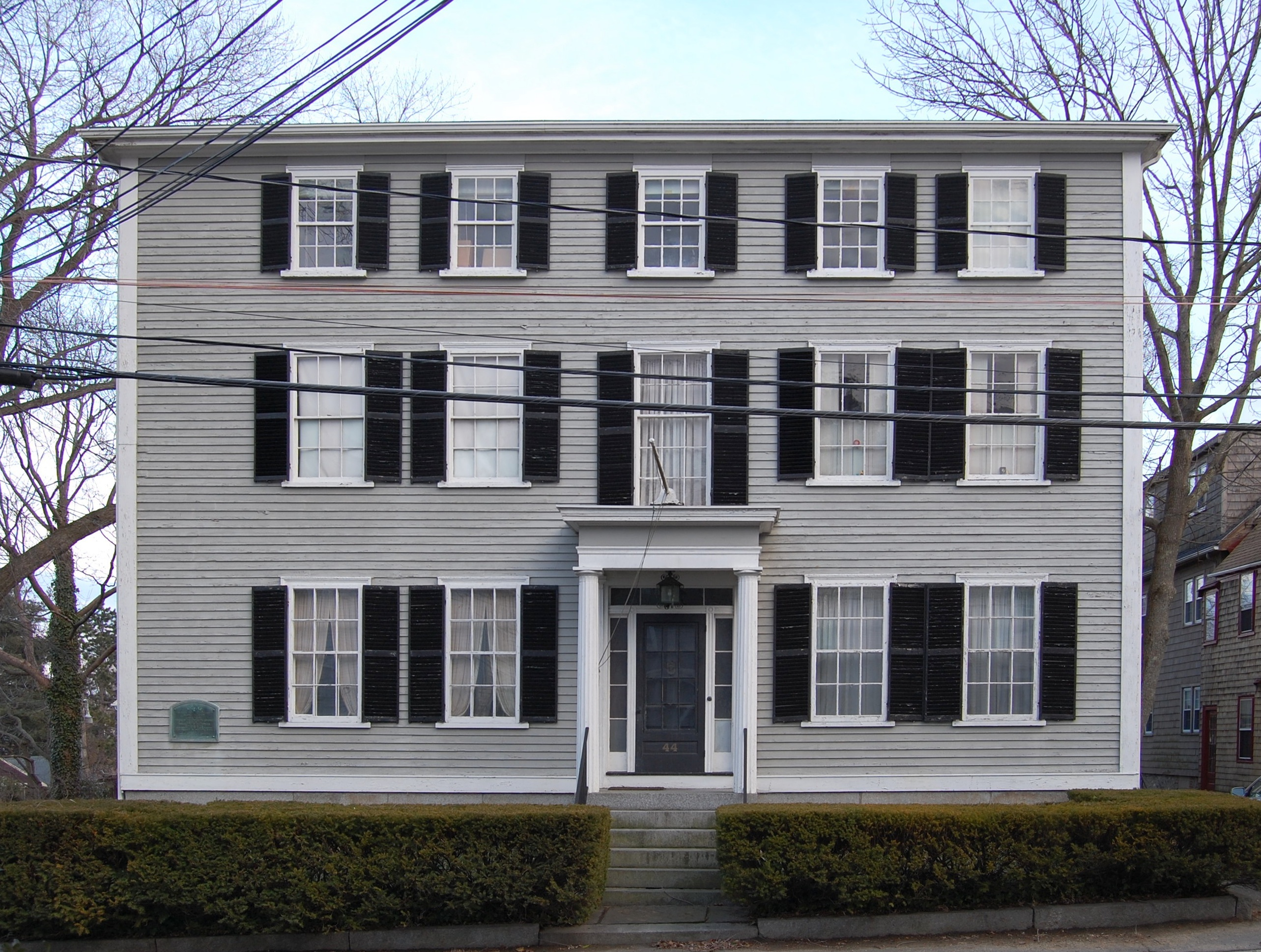
Casa d'Elbridge Gerry a Marblehead

Generalment se'l recorda per l'ús del seu nom en la paraula gerrymander, per la seva negativa a signar la Constitució dels Estats Units i per la seva funció en l'afer XYZ. Al llarg dels anys, el seu camí per la política s'ha fet difícil de caracteritzar; biògrafs primerencs, incloent el seu gendre James T. Austin i Samuel Eliot Morison, lluitaren per explicar els seus aparents canvis de posició. El biògraf George Athan Billias postulà que Gerry fou un gran defensor i practicant del republicanisme en essència, i que la seva funció a la Convenció Constitucional tingué un impacte significatiu en el document finalment produït.